# Susono
Susono (裾野市 -shi) é uma cidade japonesa localizada na província de Shizuoka.
Em 2003 a cidade tinha uma população estimada em 52 723 habitantes e uma densidade populacional de 380,97 h/km². Tem uma área total de 138,39 km².
Recebeu o estatuto de cidade a 1 de Janeiro de 1971.

## Cidade-irmã
- Frankston, Austrália